# Eleição municipal de Santa Maria em 2020
O primeiro turno da eleição municipal da cidade de Santa Maria em 2020 ocorreu no dia 15 de novembro, enquanto o segundo foi realizado em 29 de novembro. Os eleitores escolheram elegeram o executivo (prefeito e vice-prefeito) e vinte e um membros da câmara de vereadores para a administração da cidade. Os mandatos dos candidatos eleitos neste pleito durarão entre 1 de janeiro de 2021 e 1 de janeiro de 2025. O prefeito Jorge Pozzobom (PSDB) foi reeleito no segundo turno.
Originalmente, as eleições ocorreriam em 4 de outubro (primeiro turno) e 25 de outubro (segundo turno, caso necessário), porém, com o agravamento da pandemia de COVID-19 no Brasil, as datas foram modificadas.

## Contexto político e pandemia
As eleições municipais de 2020 estão sendo marcadas, antes mesmo de iniciada a campanha oficial, pela pandemia de COVID-19 no Brasil, o que está fazendo com que os partidos remodelem suas estratégias de pré-campanha. O Tribunal Superior Eleitoral (TSE) autorizou os partidos a realizarem as convenções para escolha de candidatos aos escrutínios por meio de plataformas digitais de transmissão, para evitar aglomerações que possam proliferar o coronavírus. Alguns partidos recorreram a mídias digitais para lançar suas pré-candidaturas. Além disso, a partir deste pleito, será colocada em prática a Emenda Constitucional 97/2017, que proíbe a celebração de coligações partidárias para as eleições legislativas.

## Candidaturas à prefeitura

### Candidaturas registradas no TSE
Abaixo está a lista das candidaturas registradas no sistema do TSE.
| Candidato(a) a prefeito | Candidato(a) a prefeito | Candidato(a) a vice-prefeito | Candidato(a) a vice-prefeito | Número eleitoral | Coligação                                                                            |
| Nome                    | Partido                 | Nome                         | Partido                      | Número eleitoral | Coligação                                                                            |
| ----------------------- | ----------------------- | ---------------------------- | ---------------------------- | ---------------- | ------------------------------------------------------------------------------------ |
| Jader Maretoli          | Republicanos            | Prof Maria Helena            | Republicanos                 | 10               | "Avança Santa Maria" - Republicanos - PSC                                            |
| Luciano Guerra          | PT                      | Marion Mortari               | PT                           | 13               | "Você na Prefeitura" - PT - PSD                                                      |
| Sergio Cecchin          | Progressistas           | Dr. Francisco                | MDB                          | 11               | "Santa Maria Agora Sim" - Progressistas - MDB - PL - Patriota - Solidariedade - PROS |

- Atualizado até 05h32min, quinta-feira, 20 de março de 2025 (UTC)

## Candidaturas a vereança
Conforme dados informados pelos candidatos ao TSE.
| Partido       | Número de candidaturas |
| ------------- | ---------------------- |
| MDB           | 3                      |
| PL            | 15                     |
| PSD           | 23                     |
| PSOL          | 3                      |
| PT            | 29                     |
| Republicanos  | 32                     |
| Solidariedade | 10                     |
| Total         | 115                    |

## Resultados

### Prefeitura
No segundo turno, a maioria dos partidos e caciques políticos da cidade declararam apoio ao vice-prefeito Sergio Cecchin, incluindo o deputado estadual Giuseppe Riesgo (Novo) e os candidatos derrotados Jader Maretoli (Republicanos), Evandro Behr (Cidadania) e Marcelo Bisogno (PDT). O prefeito Jorge Pozzobom foi apoiado pelo ex-prefeito José Haidar Farret, bem como recebeu o voto crítico de lideranças da esquerda, como o PCdoB e o vereador Daniel Diniz, do PT, que viam Cecchin como uma "ameaça maior" por ter aliados bolsonaristas. Oficialmente, o PT e o PSOL orientaram seus filiados a votarem em branco ou nulo. Apesar disso, a maioria dos militantes do PT declararam apoio ao candidato do PSDB.
Em 29 de novembro, Pozzobom reelegeu-se para o executivo municipal com 71.927 votos, ou 57,29% dos votos válidos. Em uma análise dos resultados, o advogado e articulista Michael Almeida Di Giacomo escreveu: "É uma nova geração de políticos que passam a decidir os rumos da cidade. E uma das marcas que mais vejo presente na sua gestão é a capacidade de diálogo. A prova maior é que no decorrer do mandato, mesmo não tendo maioria na Câmara de Vereadores, mais de uma vez contou com votos de vereadores da oposição. Esse modo de trabalhar, acredito, motivou o eleitor da esquerda a transferir com muita força seus votos ao tucano e garantir sua vitória." O jornalista local Claudemir Pereira reiterou que "foi o voto da Esquerda, especialmente do PT (e, secundariamente, do PC do B), que garantiu a diferença estrondosa pró-Jorge Pozzobom."
| Candidatos      | Candidatos                    | 1º Turno 15 de novembro de 2020 | 1º Turno 15 de novembro de 2020 | 2º Turno 29 de novembro de 2020 | 2º Turno 29 de novembro de 2020 |
| Candidatos      | Candidatos                    | Votos                           | %                               | Votos                           | %                               |
| --------------- | ----------------------------- | ------------------------------- | ------------------------------- | ------------------------------- | ------------------------------- |
|                 | Jorge Pozzobom (PSDB)         | 33.080                          | 24,9 / 100,0                    | 71.927                          | 57,3 / 100,0                    |
|                 | Sergio Cecchim (PP)           | 35.218                          | 26,5 / 100,0                    | 53.616                          | 42,7 / 100,0                    |
|                 | Luciano Guerra (PT)           | 31.843                          | 24,0 / 100,0                    |                                 |                                 |
|                 | Jader Maretoli (Republicanos) | 12.901                          | 9,7 / 100,0                     |                                 |                                 |
|                 | Marcelo Bisogno (PDT)         | 12.515                          | 9,4 / 100,0                     |                                 |                                 |
|                 | Evandro Behr (Cidadania)      | 7.369                           | 5,5 / 100,0                     |                                 |                                 |
| Votos válidos   | Votos válidos                 | 132.926                         | 100,0 / 100,0                   | 125.543                         | 100,0 / 100,0                   |
| Votos válidos   | Votos válidos                 | 132.926                         | 91,4 / 100,0                    | 125.543                         | 89,5 / 100,0                    |
| Votos em branco | Votos em branco               | 6.736                           | 4,6 / 100,0                     | 6.788                           | 4,8 / 100,0                     |
| Votos nulos     | Votos nulos                   | 5.744                           | 4,0 / 100,0                     | 7.935                           | 5,7 / 100,0                     |
| Comparecimento  | Comparecimento                | 145.406                         | 100,0 / 100,0                   | 140.266                         | 100,0 / 100,0                   |
| Comparecimento  | Comparecimento                | 145.406                         | 71,2 / 100,0                    | 140.266                         | 68,7 / 100,0                    |
| Abstenções      | Abstenções                    | 58.876                          | 28,8 / 100,0                    | 64.016                          | 31,3 / 100,0                    |
| Eleitorado apto | Eleitorado apto               | 204.282                         | 100,0 / 100,0                   | 204.282                         | 100,0 / 100,0                   |

### Câmara Municipal
| Resumo (por partido) | Resumo (por partido) | Resumo (por partido) | Resumo (por partido) | Resumo (por partido) | Resumo (por partido) |
| Partido              | Partido              | Votos                | %                    | Vereadores           | Vereadores           |
| -------------------- | -------------------- | -------------------- | -------------------- | -------------------- | -------------------- |
|                      | PP                   | 18.797               | 14,3 / 100,0         | 4 / 21               | 2                    |
|                      | PT                   | 16.737               | 12,7 / 100,0         | 3 / 21               | 1                    |
|                      | PSDB                 | 14.880               | 11,3 / 100,0         | 3 / 21               | 1                    |
|                      | MDB                  | 13.973               | 10,6 / 100,0         | 3 / 21               | 0                    |
|                      | Republicanos         | 11.335               | 8,6 / 100,0          | 2 / 21               | 1                    |
|                      | PSB                  | 9.311                | 7,1 / 100,0          | 2 / 21               | 1                    |
|                      | PDT                  | 8.244                | 6,3 / 100,0          | 1 / 21               | 0                    |
|                      | PC do B              | 6.348                | 4,8 / 100,0          | 1 / 21               | 1                    |
|                      | DEM                  | 5.797                | 4,4 / 100,0          | 1 / 21               | 0                    |
|                      | PSL                  | 4.733                | 3,6 / 100,0          | 0 / 21               | 1                    |
|                      | PL                   | 4.612                | 3,5 / 100,0          | 0 / 21               | 0                    |
|                      | PTB                  | 4.552                | 3,5 / 100,0          | 0 / 21               | 2                    |
|                      | PSOL                 | 3.999                | 3,0 / 100,0          | 0 / 21               | 0                    |
|                      | PSD                  | 3.923                | 3,0 / 100,0          | 0 / 21               | 1                    |
|                      | Solidariedade        | 2.262                | 1,7 / 100,0          | 0 / 21               | 0                    |
|                      | Cidadania            | 1.721                | 1,3 / 100,0          | 0 / 21               | 0                    |
|                      | Avante               | 381                  | 0,3 / 100,0          | 0 / 21               | 0                    |
|                      | REDE                 | 0                    | 0 / 100,0            | 0 / 21               | 1                    |
| Votos válidos        | Votos válidos        | 131.607              | 100,0 / 100,0        | 21 / 21              | 0                    |
| Votos válidos        | Votos válidos        | 131.607              | 90,5 / 100,0         |                      |                      |
| Votos em branco      | Votos em branco      | 9.151                | 6,3 / 100,0          |                      |                      |
| Votos nulos          | Votos nulos          | 4.648                | 3,2 / 100,0          |                      |                      |
| Comparecimento       | Comparecimento       | 145.406              | 100,0 / 100,0        |                      |                      |
| Comparecimento       | Comparecimento       | 145.406              | 71,2 / 100,0         |                      |                      |
| Abstenções           | Abstenções           | 58.876               | 28,8 / 100,0         |                      |                      |
| Eleitorado apto      | Eleitorado apto      | 204.282              | 100,0 / 100,0        |                      |                      |